# 张北县
41°09′24.65″N 114°42′38.37″E / 41.1568472°N 114.7106583°E
张北县在中国河北省西北部，外长城以北，地处内蒙古高原东南缘，是张家口市下辖的一个县。縣人民政府駐張北鎮。

## 历史沿革
金大定十年（1170年）以燕子城置柔远县，明昌三年（1192年）升为抚州，以柔远为州治，属西京路。
元改柔远县为高原县，中统三年（1262年），升为隆兴路总管府，直属中书省。武宗于城西北营建中都城，皇庆元年（1312年）改隆兴路为兴和路。
明为兴和守御千户所，属万全都指挥使司；永乐二十年（1422年），陷于阿鲁台，守御所移至宣府城中。
清属直隶张家口厅。
民国二年（1913年）于故兴和城置张北县。

## 行政区划
张北县下辖8个镇、12个乡：
张北镇、公会镇、二台镇、大囫囵镇、小二台镇、油篓沟镇、大河镇、台路沟乡、馒头营乡、二泉井乡、单晶河乡、海流图乡、两面井乡、大西湾乡、郝家营乡、白庙滩乡、战海乡和三号乡。
沙沟镇、宇宙营乡由察北管理区管理。

## 人口
截至2022年，張北縣有户籍人口35.6萬人，常住人口30.8萬人。張北縣居民以漢族為主，佔總人口的98%，還有蒙古族、回族、滿族等。

## 交通
- 207国道、 335国道过境。

## 经济
农产以莜麦、小麦、马铃薯和胡麻、甜菜为主。张北的草原广阔，畜牧業发达，盛产马、牛、骡、羊；尤其以“张北马”(“口马”)闻名全中国。矿产有煤炭、铅、锌、钨等。工业有机械、纺织、皮革、建材、风力发电等。